# Lipoproteïne
Lipoproteïne is een verbinding van specifieke eiwitten en specifieke lipiden. Door de combinatie van lipiden en eiwitten ontstaan vetdeeltjes, die wel oplosbaar zijn in water. Lipoproteïnen zijn betrokken bij het transport van lipiden.
De producten kunnen worden gescheiden naar dichtheid: very-low-density-lipoproteïne (VLDL), low-density-lipoproteïne (LDL), high-density-lipoproteïne (HDL).
VLDL bevat voornamelijk triglyceriden en een klein beetje cholesterol (5%) en eiwit. Het eiwit is afkomstig van het HDL. LDL bevat 70-75% van het cholesterol uit het bloed. Dit LDL wordt door de lever en organen die zorgen voor de productie van hormonen (zoals bijnier en ovarium) opgenomen. HDL bevat 20-25% van het cholesterol uit het bloed. De rest van het deeltje bevat eiwitten die het uitwisselt met LDL en VLDL.
De functie van lipoproteïne is het transport van lipiden in de bloedbaan, waarbij LDL het transport van het bloed naar de lever verzorgt en HDL het overtollige cholesterol uit de cellen naar de lever transporteert.
Tijdens het transport kunnen vetzuren worden vrijgemaakt door een lipase dat bij de moleculaire zelfassemblage aanhecht (lipoproteïnelipase).
Als het lipoproteïnelipase actief is, ontstaat 2-monoacylglycerol.